# Maria Schauer
Maria Schauer (geboren in Wien; gestorben am 1. Januar 1948) war eine österreichische Schneiderin und ist eine Gerechte unter den Völkern.
Von September 1942 bis Juni 1943 versteckte Maria Schauer den jüdischen Schneider Max Arnold, dessen Frau und seine Schwester Leopoldine Stern in ihrer Wohnung in Wien und bewahrte sie vor der Deportation in ein Konzentrationslager. Sie versorgte sie mit Nahrung und Kleidung, ohne eine Gegenleistung zu verlangen. Im Sommer hatte Schauer einen regelmäßigen Hausgast, eine prominente Nazi-Frau, so dass die jüdische Familie in eine andere Bleibe kam. Bis zum Kriegsende überlebten sie in einem weiteren Versteck.
Am 8. Juli 1982 wurde Maria Schauer von Yad Vashem in die Gerechten unter den Völkern aufgenommen.